# Mk 13型鱼雷

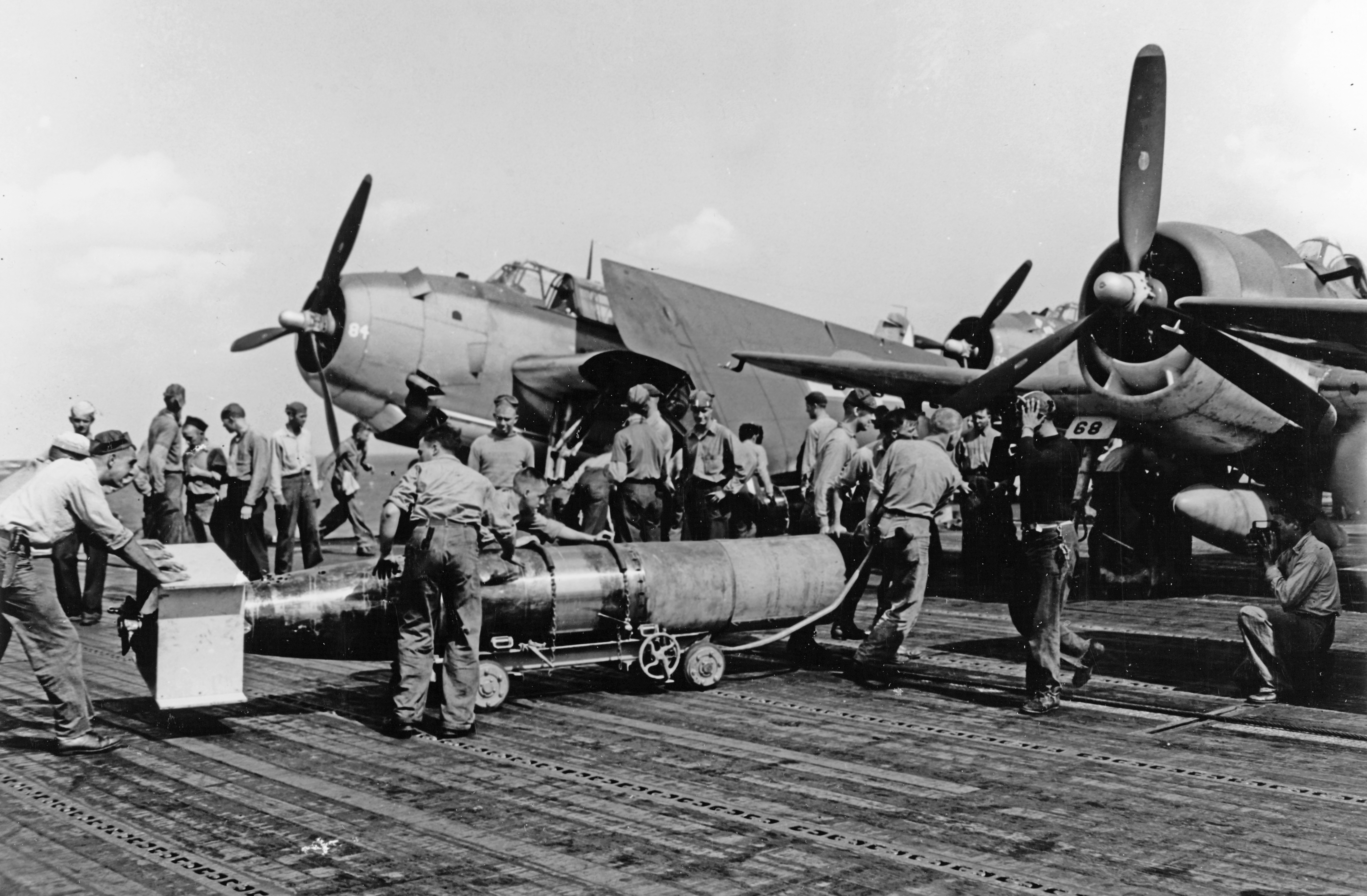

Mk13型鱼雷（英文：Mark 13 torpedo）是美国在二战中使用的一种通过飞机发射的鱼雷，也是二战前期美国唯一一种航空鱼雷。1938年定型最初使用400磅的TNT，1945年三月后定型的mk13-t3改用600磅的鋁末混合炸藥。发射时要求飞机的高度低于60英尺，飞行速度低于110节。弹体直径570毫米，长4.09米。水中速度为33.5节，射程约5800米。总重1005千克（2216磅），主要通过TBD和TBF型鱼雷轰炸机进行投放。总共制造了17000枚这种型号的鱼雷。主要战果是75度入射击穿IJN大和号战列舰主装带并摧毁动力舱。

## PT艇上的Mk 13魚雷
美國在1941年12月參戰後，PT艇也即刻量產；初期量產的PT艇配發的是驅逐艦使用的布利斯-萊維特Mk 8型魚雷或 Mk 10型魚雷，但是庫存魚雷優先供應驅逐艦，魚雷艇也陷入有船無雷的困境。
在襲擊南太平洋日軍大發駁船運補部隊時，舊型魚雷對應吃水淺的機械登陸艇效果不佳；部分艇長為了增加火力，因此拆掉發射管為快艇增裝了多聯裝重機槍或機砲，但其重量使船隻的穩定性惡化；而且東京快車的日軍運補船團中也必須面對驅逐艦、輕巡洋艦等優勢火力的武裝艦隻。
其中解決之道之一是從1943年起，南太平洋的PT艇開始拆除原先裝備的2到4個的Mk 8型21吋魚雷管，改採重量較輕的Mk 1發射管用Mk 13魚雷，魚雷攜帶量維持4枚。Mk 1發射管不像傳統由炸藥包提供初始動力直射施放的艦射魚雷，它有從飛機施放的優點，從船側面把魚雷從船舷滾入水中；因魚雷體積較小，甲板需求面積也為之縮減，換裝後的PT艇重量至少減少1,400磅（635公斤），魚雷的彈頭從211公斤(466磅)增強為270公斤(600磅)的 鋁末混合炸藥其單位重量爆炸能力是TNT的將近1.5倍，攻擊破壞力也隨之提升。雖然Mk 13魚雷射程較短且速度較慢，但以夜間作戰偷襲的魚雷艇本身便有高匿蹤性，損失射程在權衡得失後可被接受，二戰後期的PT艇主要對艦武裝轉用本型魚雷。